# Skála Ítróttarfelag
El Skála Ítróttarfelag es un equipo de fútbol de las Islas Feroe que juega en la Primera División de Islas Feroe, la liga de fútbol más importante del país.

## Historia
Fue fundado en el año 1965 en la ciudad de Skáli, municipalidad de Runavík y ha jugado en la Primera División de las Islas Feroe en 8 temporadas, de donde ha ganado un subcampeónato y nunca ha sido campeón de Copa.
A nivel internacional ha participado en 2 torneos continentales, en donde nunca ha superado la Primera ronda, ya que nunca ha ganado una serie de eliminación directa, ni tan siquiera ha marcado gol en los torneos continentales.

## Palmarés
- Primera División de las Islas Feroe: 0

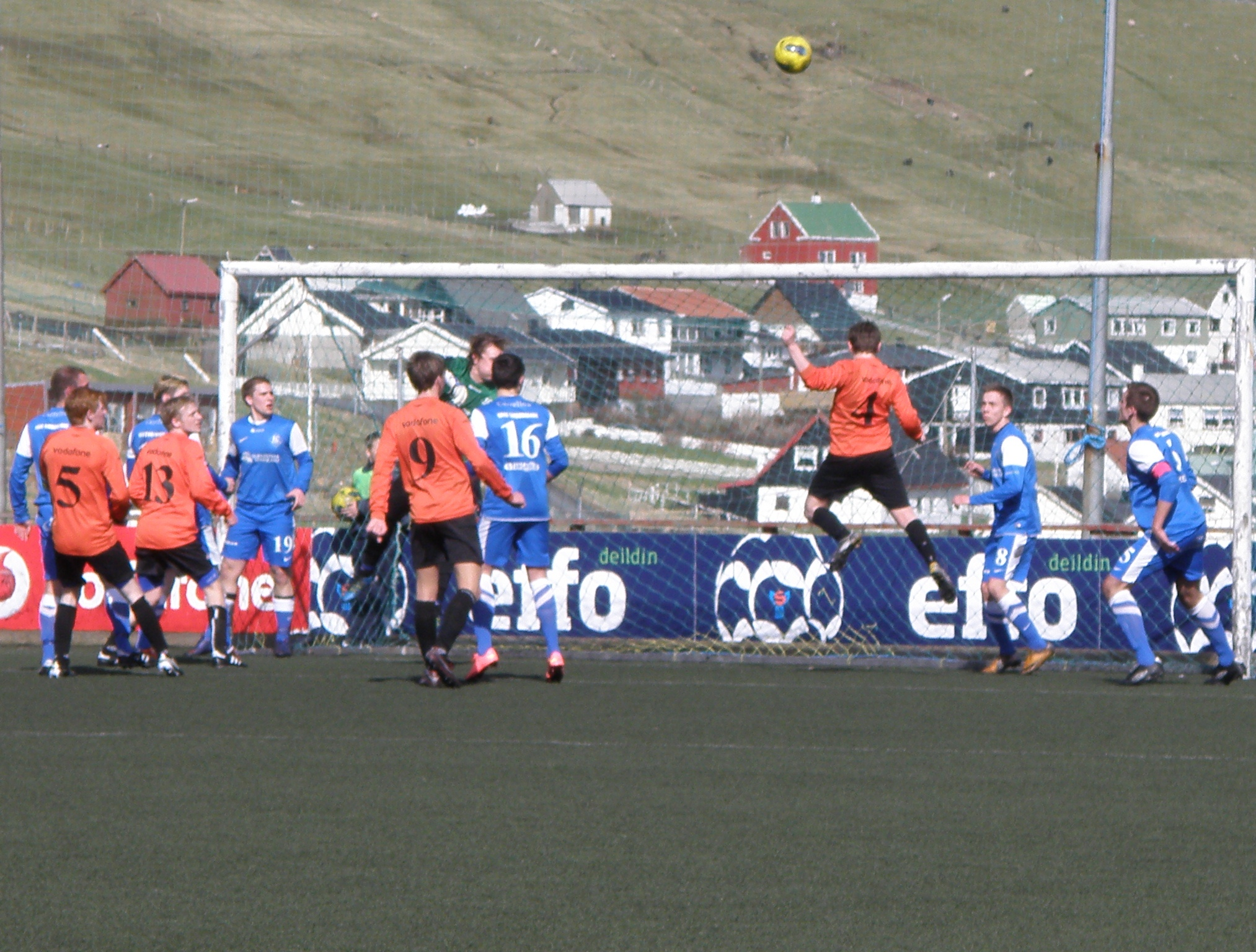
Skála vs. FC Suðuroy en la Copa de Islas Feroe 2012

  - Subcampeón: 1

2005.
- 1. deild: 3

2015, 2021, 2023
- 2. deild: 3

1998, 2000, 2010.
- 3. deild: 1

1985.

## Participación en competiciones de la UEFA
| Temporada | Torneo             | Ronda             | Club           | Casa | Visita | Global |
| --------- | ------------------ | ----------------- | -------------- | ---- | ------ | ------ |
| 2005      | UEFA Intertoto Cup | 1                 | Tampere United | 0–2  | 0–1    | 0-3    |
| 2006–07   | UEFA Cup           | 1ª Clasificatoria | Start          | 0–1  | 0–3    | 0-4    |

### Récord Europeo
| Torneo             | J | G | E | P | GF | GC |
| ------------------ | - | - | - | - | -- | -- |
| Copa UEFA          | 2 | 0 | 0 | 2 | 0  | 4  |
| UEFA Intertoto Cup | 2 | 0 | 0 | 2 | 0  | 3  |

## Jugadores

### Jugadores destacados
- Igor Bjarni Kostic (2004–05)
- Hannes Kristinn Gunnarsson (2004)
- Jon Hjortur Oddsson (2004–07)
- Lars Jacobsen (2003–05)
- Nils Rasmussen (2004)
- Lasse Pyyvä (2004)
- Erik Nyland (2004–07)
- Jákup Johansen (2009–12)